# سیلوا (میزوری)
سیلوا (به انگلیسی: Silva) یک منطقهٔ مسکونی در ایالات متحده آمریکا است که در شهرستان وین، میزوری واقع شده‌است. سیلوا ۱۲۳٫۱۴ متر بالاتر از سطح دریا واقع شده‌است.